# Radium Springs, Novi Meksiko
Radium Springs je popisom određeno mjesto u okrugu Doñi Ani u američkoj saveznoj državi Novom Meksiku. Dio je metropolitanskoga statističkog područja Las Crucesa.
Prema popisu stanovništva SAD 2010., imao je 1 699 stanovnika.

## Zemljopis
Zemljopisni položaj je 32°29′47″N 106°55′51″W / 32.49639°N 106.93083°W (32,4782628;-106,9031122). Prema Uredu SAD-a za popis stanovništva, zauzima 15,6 km² površine, sve suhozemne.
Radium Springs je uzvodni kraj doline Mesille rijeke Rio Grandea. 
Mjestom je starih termalnih izvora starog Fort Seldena iz Indijanskih ratova.

## Ime
Javlja se pod imenima Fort Selden Springs, Radium Springs Junction i Randall Station.

## Promet i infrastruktura
U Radium Springsu je poštanski ured ZIP koda 88054.

## Stanovništvo
Prema podatcima popisa 2010. ovdje je bilo 1 699 stanovnika, 635 kućanstava od čega 479 obiteljskih, a stanovništvo po rasi bili su 85,5% bijelci, 0,5% "crnci ili afroamerikanci", 0,9% "američki Indijanci i aljaskanski domorodci", 0,4% Azijci, 0% "domorodački Havajci i ostali tihooceanski otočani", 10,9% ostalih rasa, 1,7% dviju ili više rasa. Hispanoamerikanaca i Latinoamerikanaca svih rasa bilo je 52,8%.